# Ferenc Szojka
Ferenc Szojka (7. dubna 1931, Salgótarján, Maďarsko – 17. září 2011, Salgótarján, Maďarsko) byl maďarský fotbalista, který hrával na pozici záložníka. Celou svou kariéru strávil v klubu Salgótarjáni BTC. V jeho rodném městě Salgótarján je po něm pojmenován fotbalový stadion (Szojka Ferenc Stadion).

## Reprezentační kariéra
V letech 1954–1960 nastupoval za maďarskou fotbalovou reprezentaci. Debutoval 17. června 1954 v zápase MS 1954 proti Jižní Koreji, který skončil debaklem asijského týmu 9:0.
Celkem odehrál v národním A-týmu Maďarska 28 zápasů a vstřelil 1 gól, přičemž některé zdroje uvádí 27 odehraných utkání [National Football Teams.com].
Účast Ference Szojky na vrcholových turnajích:
- Mistrovství světa 1954 ve Švýcarsku (zisk stříbrné medaile po prohře 2:3 ve finále se Západním Německem, Szojka odehrál jen jedno utkání proti Jižní Koreji)[1][4]
- Mistrovství světa 1958 ve Švédsku (vyřazení v play-off základní skupiny, odehrál 2 zápasy)[4]

### Reprezentační góly
Góly Ference Szojky za A-tým Maďarska
| Gól | Datum       | Stadion                 | Soupeř  | Skóre | Výsledek | Soutěž          |
| --- | ----------- | ----------------------- | ------- | ----- | -------- | --------------- |
| 010 | 11. 5. 1955 | Råsunda, Solna, Švédsko | Švédsko | ?:3   | 3:7      | Přátelský zápas |